# أذن القطة البيضاء
أذن القطة البيضاء (الاسم العلمي:Hypochaeris alba) هي نوع من النباتات يتبع جنس أذن القطة من الفصيلة النجمية.